# Naaldwijk
Naaldwijk (pronunciación en neerlandés: /ˈnaːltʋɛi̯k/) es una ciudad de la provincia de Holanda Meridional, Países Bajos. Es parte del municipio de Westland, y se encuentra a unos 10 km al suroeste de La Haya.
Naaldwijk se encuentra en el corazón de Westland. El sitio de ventas de flores más grande del mundo se encuentra en el pueblo cercano de Honselersdijk.
Naaldwijk era anteriormente un municipio por derecho propio, con una superficie de 25,33 km² (de los cuales 0,23 km² son agua). Incluía las ciudades Honselersdijk y Maasdijk.
El 1 de enero de 2004, el municipio de Naaldwijk se fusionó con los municipios vecinos De Lier, 's-Gravenzande, Monster y Wateringen para crear el municipio de Westland. Naaldwijk es ahora la capital administrativa de Westland.
Naaldwijk tiene una población de alrededor de 15 440 habitantes.
El área estadística  de Naaldwijk, que también puede incluir el campo circundante, tiene una población de alrededor de 17 370 habitantes.